# Faysville
Faysville è un census-designated place degli Stati Uniti d'America situato nella contea di Hidalgo dello Stato del Texas.
La popolazione era di 439 persone al censimento del 2010. Fa parte dell'area metropolitana di McAllen–Edinburg–Mission e Reynosa–McAllen.

## Geografia fisica
Faysville è situata a 26°24′31″N 98°08′17″W (26.408564, -98.137947).
Secondo lo United States Census Bureau, ha un'area totale di 0,9 miglia quadrate (2,3 km²).

## Società

### Evoluzione demografica
Secondo il censimento del 2000, c'erano 348 persone, 95 nuclei familiari e 81 famiglie residenti nella città. La densità di popolazione era di 373,2 persone per miglio quadrato (144,5/km²). C'erano 108 unità abitative a una densità media di 115,8 per miglio quadrato (44,8/km²). La composizione etnica della città era formata dal 63,22% di bianchi, il 35,63% di altre razze, e l'1,15% di due o più etnie. Ispanici o latinos di qualunque razza erano il 99,14% della popolazione.
C'erano 95 nuclei familiari di cui il 49,5% aveva figli di età inferiore ai 18 anni, il 68,4% aveva coppie sposate conviventi, il 14,7% aveva un capofamiglia femmina senza marito, e il 13,7% erano non-famiglie. Il 13,7% di tutti i nuclei familiari erano individuali e il 9,5% aveva componenti con un'età di 65 anni o più che vivevano da soli. Il numero di componenti medio di un nucleo familiare era di 3,66 e quello di una famiglia era di 4,01.
La popolazione era composta dal 33,3% di persone sotto i 18 anni, il 12,1% di persone dai 18 ai 24 anni, il 28,2% di persone dai 25 ai 44 anni, il 14,1% di persone dai 45 ai 64 anni, e il 12,4% di persone di 65 anni o più. L'età media era di 27 anni. Per ogni 100 femmine c'erano 93,3 maschi. Per ogni 100 femmine dai 18 anni in giù, c'erano 96,6 maschi.
Il reddito medio di un nucleo familiare era di 23.646 dollari e quello di una famiglia era di 24.063 dollari. I maschi avevano un reddito medio di 23.177 dollari contro i 17.778 dollari delle femmine. Il reddito pro capite era di 8.679 dollari. Circa il 20,0% delle famiglie e il 18,9% della popolazione erano sotto la soglia di povertà, incluso il 16,9% di persone sotto i 18 anni e il 29,6% di persone di 65 anni o più.